# Lasioglossum rostratum
Lasioglossum rostratum är en biart som först beskrevs av Eduard Friedrich Eversmann 1852.  Lasioglossum rostratum ingår i släktet smalbin, och familjen vägbin. Inga underarter finns listade i Catalogue of Life.